# Dalian
Dalian (chinesisch 大連市 / 大连市, Pinyin Dàlián Shì, W.-G. Talien Shìh; jap. Dairen-shi, kurz: 連 / 连,  Lián), historisch Lüda bzw. Lüta (旅大市,  Lǚdà Shì,  Lǚta Shìh), ist eine Hafenstadt in der Provinz Liaoning, China.
Sie ist eine der 15 provinzunmittelbaren Städte der Volksrepublik und hat eine Fläche von 12.574 Quadratkilometer und ungefähr 7.450.785 Einwohner (Stand: Zensus 2020), davon 4.913.879 (Stand: Zensus 2020) im urbanen Stadtraum.
In Dalian befindet sich Chinas nördlichster eisfreier Seehafen: Hafen von Dalian.
Der Asteroid des inneren Hauptgürtels (3187) Dalian ist nach der Stadt benannt.

## Geschichte
Dalian war dank seiner günstigen geographischen Lage bereits im 6. Jahrhundert ein wichtiger Hafen. Die Qing-Dynastie benutzte den Hafen als Stützpunkt ihrer Nordflotte, die im chinesisch-japanischen Krieg von 1894 unterging.
Durch Verpachtung gelangte die Stadt von 1897 bis 1905 unter russische Herrschaft und hatte auch viele russische und mit diesen gekommene west- und mitteleuropäische Bewohner. In der russischen Zeit wurde die Stadt Dalni genannt (von dalni, russisch дальний für fern, wegen der Lage im Fernen Osten) und war neben Wladiwostok einer der Endpunkte der Transsibirischen Eisenbahn.
Nach dem Russisch-Japanischen Krieg kam die Hafenstadt von 1905 bis 1945 unter japanische Kontrolle und erhielt den Namen Dairen (japanisch 大連市, Dairen-shi). Nach dem Zweiten Weltkrieg wurde die Stadt zuerst von China und der Sowjetunion gemeinsam verwaltet und 1955 wieder an China zurückgegeben.
Die Stadt erlebte einen Aufschwung durch den Bau der Transmandschurischen Eisenbahn durch das nördlich gelegene Harbin und den Bau einer Anschlussverbindung.
1950 wurde sie mit Lüshunkou (veraltet: Lüshun bzw. Port Arthur) und Jinzhou (金州) zu Lǚdà (旅大; aus Lüshun und Dalian) vereinigt, das 1981 wieder in Dalian umbenannt wurde.
Seit 2002 liegt in einem der Trockendocks im Hafen von Dalian zeitweise in unregelmäßigen Abständen der in der Sowjetunion gebaute Flugzeugträger Warjag, der halb fertig von China ersteigert wurde und 2011 als erster Flugzeugträger Chinas auslief und am 25. September 2012 unter dem Namen Liaoning in Dienst gestellt wurde.

## Geografie
Dalian ist der südlichste Bezirk der Provinz Liaoning, die den Süden der Mandschurei ausmacht, und deren Bezirke allesamt Städte sind. Das Stadtgebiet trennt als Halbinsel zusammen mit der gegenüber liegenden Provinz und Halbinsel Shandong den Golf von Bohai von den äußeren Teilen des Gelben Meeres. Ihre Küsten sind selber durch mehrere Halbinseln und Buchten gegliedert.

### Administrative Gliederung

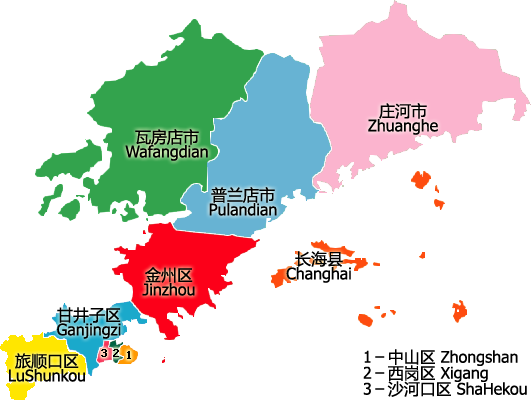
Einteilung des Stadtgebietes

Auf Kreisebene setzt sich Dalian aus sieben Stadtbezirken, einem Kreis und zwei kreisfreien Städten zusammen. Diese sind (Stand: Zensus 2020):
- Stadtbezirk Xigang (西岗区), 29 km², 305.317 Einwohner, 10.532 E./km², mit Sitz der Stadtregierung;
- Stadtbezirk Zhongshan (中山区), 57 km², 388.564 Einwohner, 6.794 E./km²;
- Stadtbezirk Shahekou (沙河口区), 43 km², 670.310 Einwohner, 15.520 E./km²;
- Stadtbezirk Ganjingzi (甘井子区), 541 km², 1.841.610 Einwohner, 2.478 E./km²;
- Stadtbezirk Lüshunkou (旅顺口区), 544 km², 355.427 Einwohner, 652 E./km², auch als „Port Arthur“ bekannt;
- Stadtbezirk Jinzhou (金州区), 1.954 km², 1.545.491 Einwohner, 791 E./km²;
- Stadtbezirk Pulandian (普兰店区), 2.597 km², 629.664 Einwohner, 242 E./km²;
- Kreis Changhai (长海县), 144 km², 66.824 Einwohner, 464 E./km², hier handelt es sich um die Inselgruppe der Changshan-Inseln;
- Stadt Wafangdian (瓦房店市), 3.871 km², 905.082 Einwohner, 234 E./km²;
- Stadt Zhuanghe (庄河市), 3.962 km², 742.496 Einwohner, 187 E./km².

Die Kernstadt verteilt sich auf die Bezirke Shahekou, Xigang und Zhongshan, die zusammen als Halbinsel östlich an den Bezirk Jinzhou anschließen. Die Bevölkerungsdichte ist im Stadtbezirk Shahekou 83-mal so hoch wie im Territorium der Stadt Zhuanghe.

### Klima
Dalian hat gemäßigtes nördliches Klima, die Durchschnittstemperatur beträgt 10,3 °C. Aufgrund dieses Klimas ist Dalian einer der beliebtesten Sommerferienorte in China.
|                       | Jan  | Feb  | Mär  | Apr  | Mai  | Jun  | Jul  | Aug  | Sep  | Okt  | Nov | Dez  |   |      |
| Mittl. Tagesmax. (°C) | −1,3 | 0,2  | 5,8  | 13,9 | 20,1 | 24,5 | 27,0 | 27,8 | 23,8 | 17,9 | 9,4 | 1,9  | ⌀ | 14,3 |
| Mittl. Tagesmin. (°C) | −9,1 | −7,3 | −2,0 | 4,9  | 11,0 | 16,1 | 20,4 | 21,2 | 16,0 | 9,6  | 1,3 | −5,6 | ⌀ | 6,4  |
|                       |      |      |      |      |      |      |      |      |      |      |     |      |   |      |
| Niederschlag (mm)     | 10   | 7    | 15   | 25   | 46   | 49   | 155  | 133  | 66   | 33   | 25  | 14   | Σ | 578  |
|                       |      |      |      |      |      |      |      |      |      |      |     |      |   |      |
| Sonnenstunden (h/d)   | 6,2  | 7,1  | 7,8  | 8,5  | 9,1  | 9,2  | 7,5  | 7,7  | 8,1  | 7,8  | 6,1 | 5,6  | ⌀ | 7,6  |
|                       |      |      |      |      |      |      |      |      |      |      |     |      |   |      |
| Regentage (d)         | 1    | 1    | 2    | 3    | 4    | 5    | 8    | 8    | 5    | 4    | 3   | 3    | Σ | 47   |
|                       |      |      |      |      |      |      |      |      |      |      |     |      |   |      |
| Luftfeuchtigkeit (%)  | 56   | 56   | 55   | 56   | 61   | 77   | 85   | 81   | 69   | 62   | 59  | 58   | ⌀ | 64,6 |

| −9,1 |

| −7,3 |

| −2,0 |

| 4,9 |

| 11,0 |

| 16,1 |

| 20,4 |

| 21,2 |

| 16,0 |

| 9,6 |

| 1,3 |

| −5,6 |

| −9,1 |

| −7,3 |

| −2,0 |

| 4,9 |

| 11,0 |

| 16,1 |

| 20,4 |

| 21,2 |

| 16,0 |

| 9,6 |

| 1,3 |

| −5,6 |

## Wirtschaft und Infrastruktur

### Wirtschaftskraft
Laut einer Studie aus dem Jahr 2014 erwirtschafte der Großraum Dalian ein Bruttoinlandsprodukt von 198,8 Milliarden US-Dollar (KKB). In der Rangliste der wirtschaftsstärksten Metropolregionen weltweit belegte er damit den 57. Platz. Das BIP pro Kopf betrug 33.568 US-Dollar. Dalian ist damit die reichste Stadt in der Provinz Liaoning und eine der reichsten in China.

### Wirtschaftsstruktur
Dalian ist seit 1984 Sonderwirtschaftszone. In der Stadt befinden sich zahlreiche Niederlassungen ausländischer Firmen, so zum Beispiel Liebherr, Thyssenkrupp, Volkswagen und Filialen von internationalen Handelsketten wie Walmart, Carrefour und Metro. Dalian ist der Gründungsort der Wanda Group, eines der größten Unternehmen des Landes.
Auch die Wertpapierbörse - Dalian Commodity Exchange befindet sich in der Stadt.

### Verkehr
Öffentlicher Nahverkehr
Dalian verfügt über eine Straßenbahn, die am 25. September 1908 eröffnet wurde. In der zweiten Hälfte des 20. Jahrhunderts wurde das maximal elf Linien umfassende Netz mehr und mehr reduziert; der Versuch, das gesamte Netz durch Trolleybusse zu ersetzen, scheiterte jedoch, und seit 2007 verkehren zwei Linien mit modernisierten Fahrzeugen auf einer Gesamtlänge von 23,4 Kilometern.
2003 wurde eine erste S-Bahn-ähnliche 49 km lange Hochbahnstrecke eröffnet, welche die Vororte in Richtung Osten erschloss. 2008 folgte eine Verlängerung um 14 km. 2015 gingen zwei U-Bahn-Linien in Betrieb. 2021 umfasste das gesamte, als Dalian Metro beziehungsweise Dalian Rapid Transit bezeichnete Netz aus S- und U-Bahnen fünf Linien. Neben der Verlängerung bestehender Strecken sind zwei weitere in Bau und eine für die nahe Zukunft geplant (Stand 2022).
Schiffsverkehr
Der Hafen von Dalian hat sich zu einem international bedeutenden Handelshafen entwickelt; er hat ein großes Erdöl-Terminal. Er ist zugleich einer der wichtigsten Marinestützpunkte Chinas (Marine der VR China).
Luftverkehr
Der 10 km vom Stadtzentrum entfernte Flughafen hat das höchste Passagieraufkommen in Nordostchina. Er wird sowohl zivil als auch militärisch (PLAAF) genutzt.

## Bildung
Dalian ist Standort mehrerer Universitäten, unter anderem der renommierten Universität für Finanz- und Wirtschaftswissenschaften Nordostchinas und der Nationalitäten-Hochschule Dalian.

## Städtepartnerschaften
Dalian listet folgende zehn Partnerstädte auf:
| Stadt        | Land                   | seit | Typ                 |
| ------------ | ---------------------- | ---- | ------------------- |
| Adelaide     | Australien             | 2001 | Städtefreundschaft  |
| Bahía Blanca | Argentinien            | 2003 | Städtefreundschaft  |
| Bremen       | Deutschland            | 1985 | Städtepartnerschaft |
| Enschede     | Niederlande            | 2017 | Städtepartnerschaft |
| Glasgow      | Vereinigtes Königreich | 1987 | Städtepartnerschaft |
| Houston      | Vereinigte Staaten     | 1994 | Städtefreundschaft  |
| Incheon      | Südkorea               | 1994 | Städtefreundschaft  |
| Kitakyūshū   | Japan                  | 1979 | Städtepartnerschaft |
| Le Havre     | Frankreich             | 1985 | Städtepartnerschaft |
| Maizuru      | Japan                  | 1982 | Städtepartnerschaft |
| Oakland      | Vereinigte Staaten     | 1982 | Städtepartnerschaft |
| Ohrid        | Nordmazedonien         | 2002 | Städtefreundschaft  |
| Pointe-Noire | Republik Kongo         | 2000 | Städtepartnerschaft |
| Rostock      | Deutschland            | 1988 | Städtepartnerschaft |
| Stettin      | Polen                  |      | unbelegt            |
| Vancouver    | Kanada                 |      | unbelegt            |
| Wladiwostok  | Russland               | 1992 | Städtepartnerschaft |
| Wolfsburg    | Deutschland            | 2010 | Städtefreundschaft  |

## Bilder

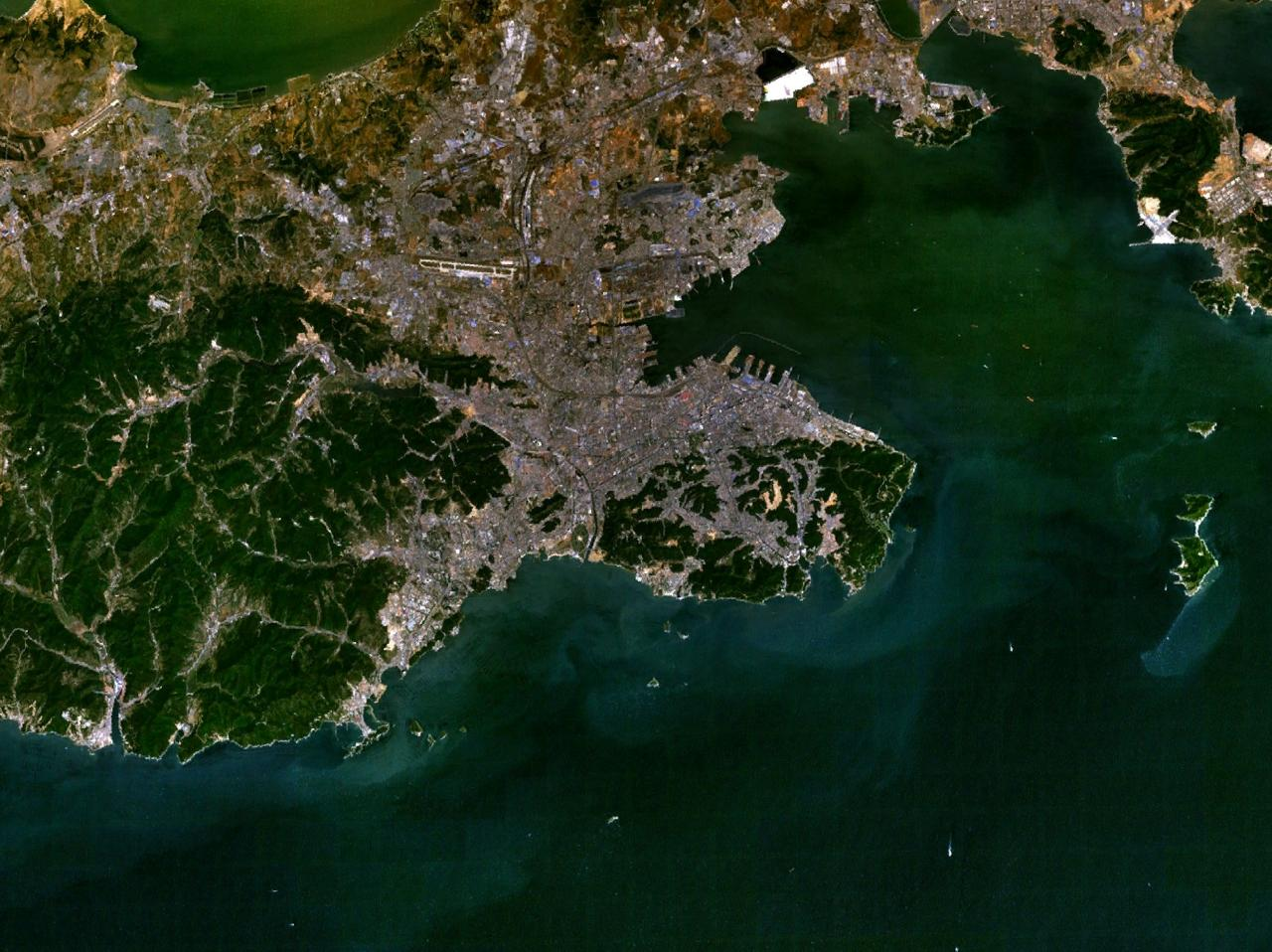
Satellitenbild von Dalian
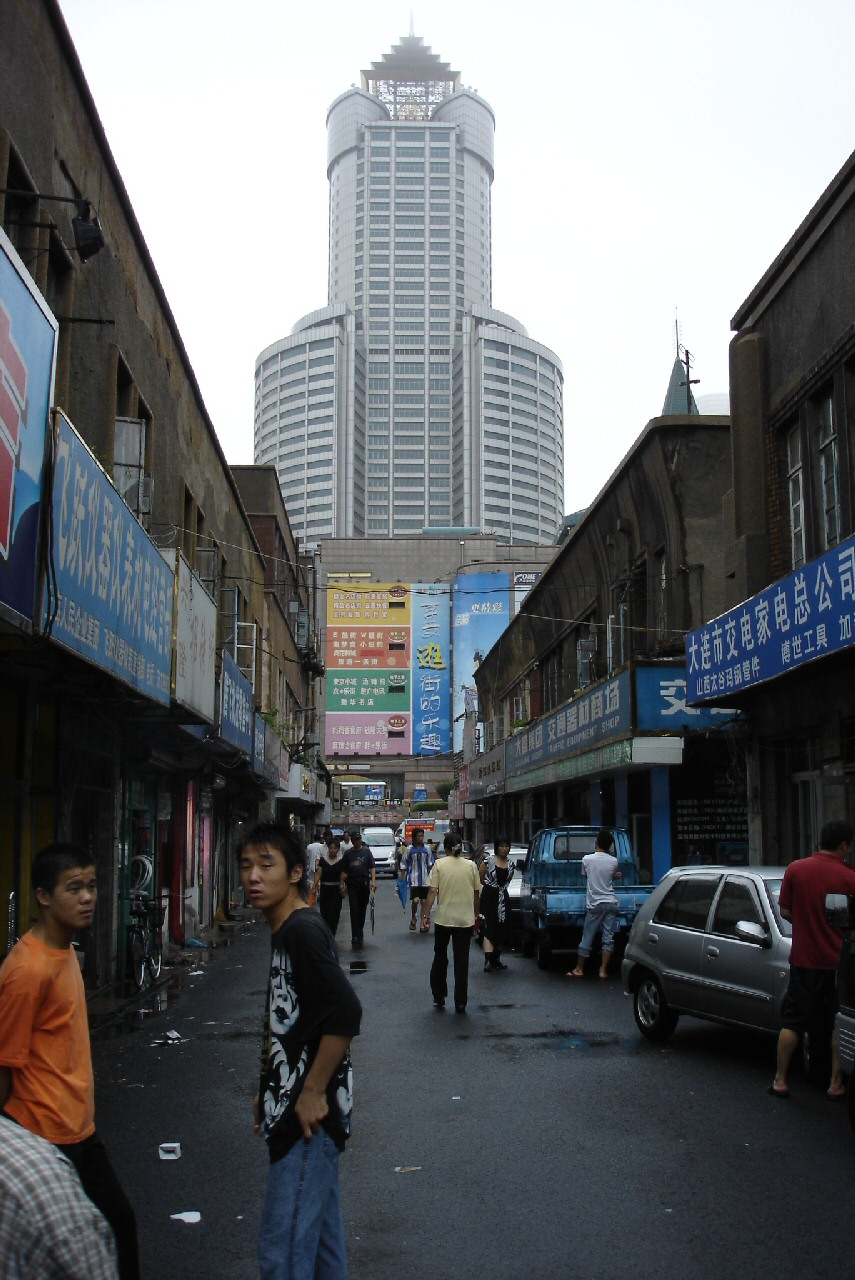
Modernes Bankgebäude und ältere Geschäfte
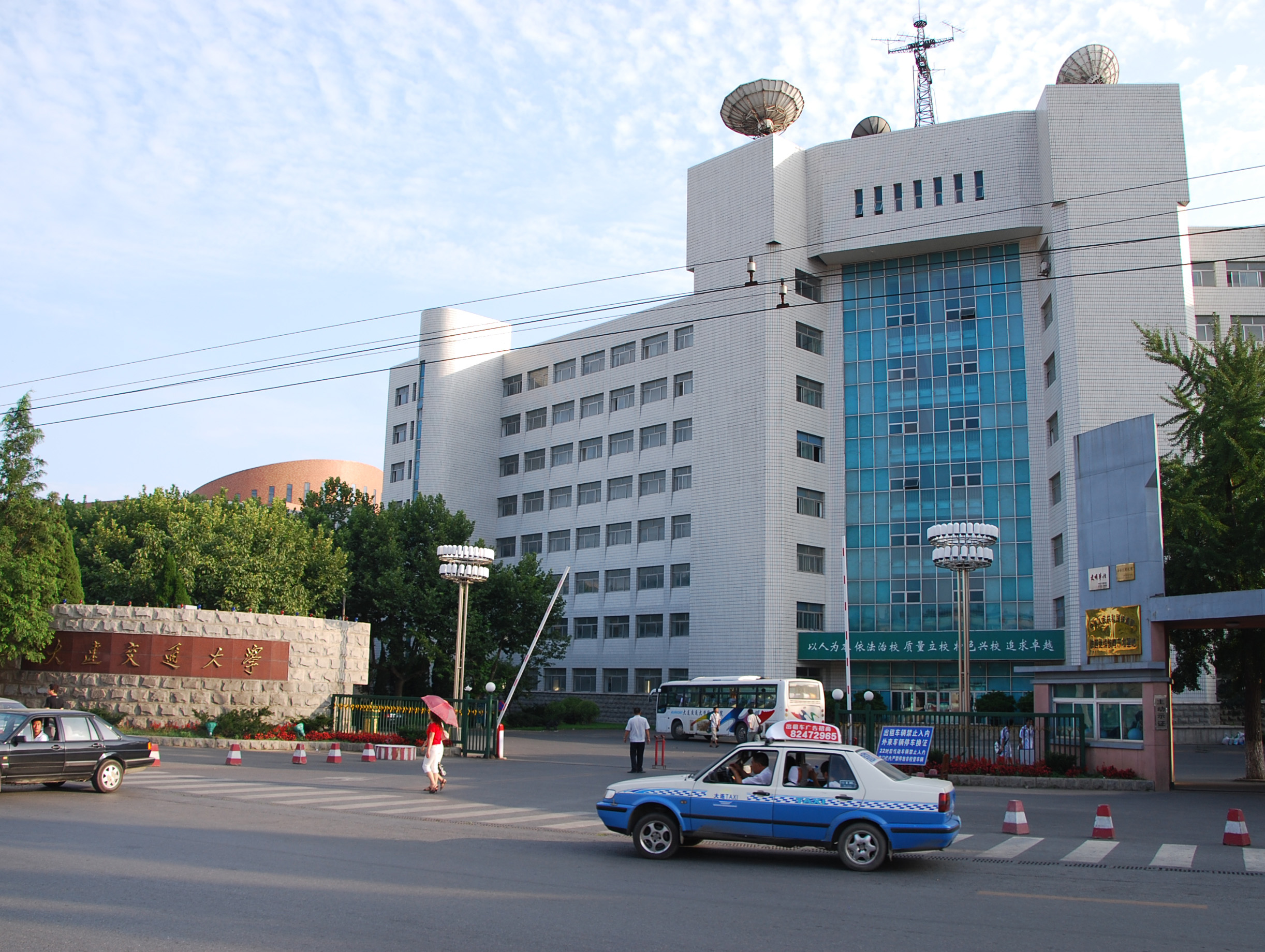
Dalian Jiaotong Universität
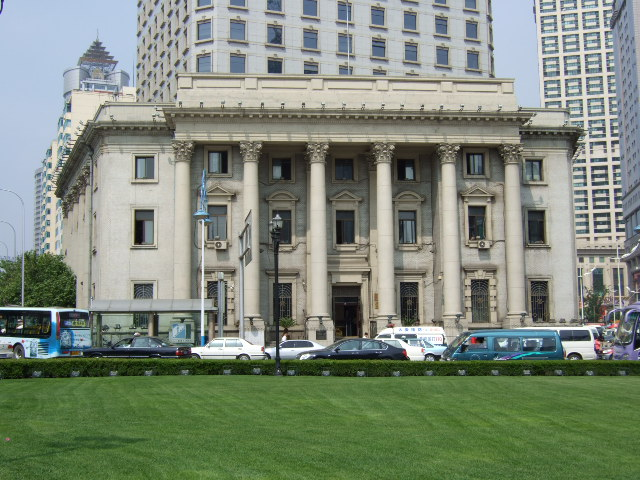
Ehemalige Filiale der Joseon Bank
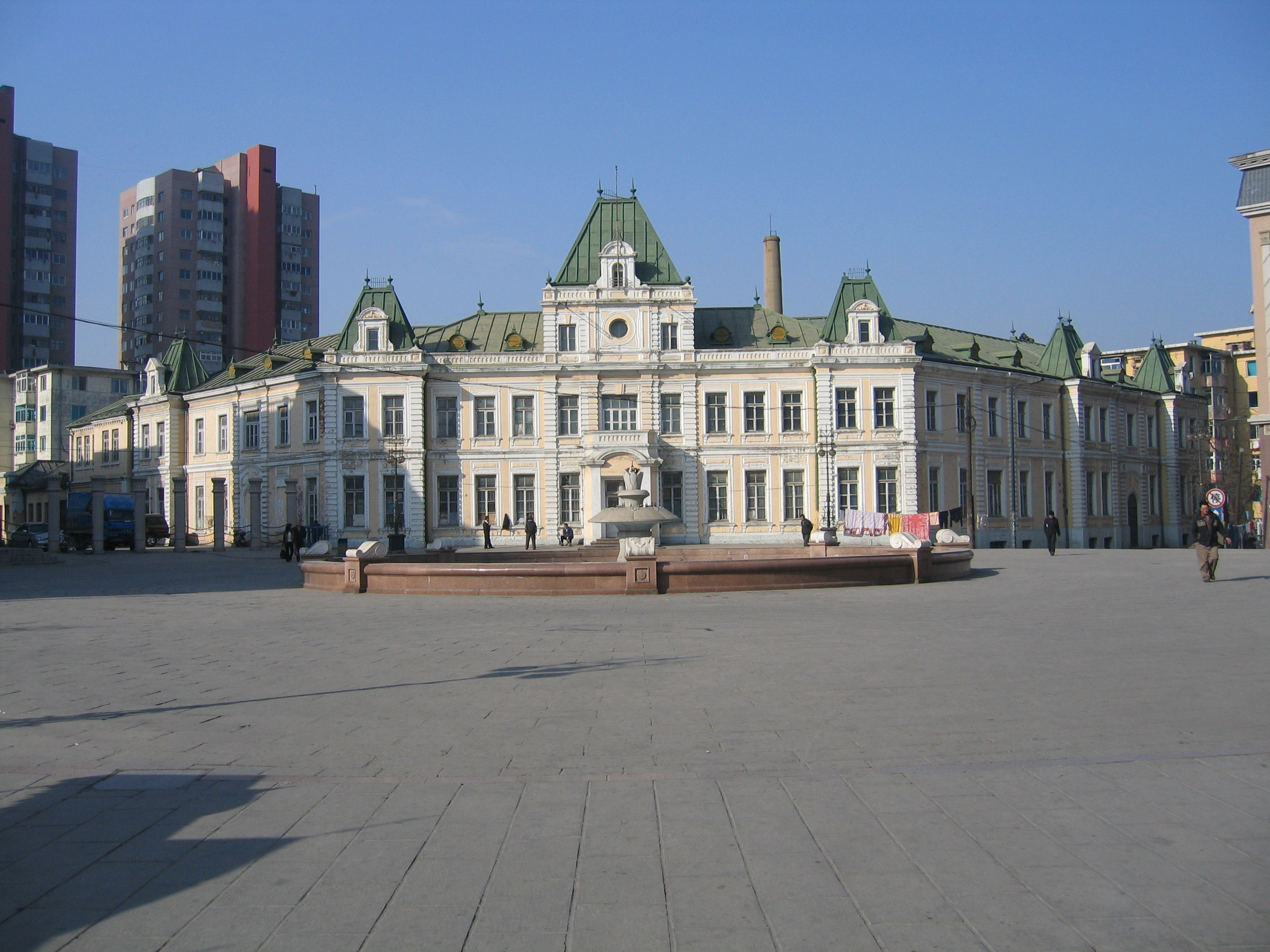
Ehemaliges Rathaus unter russischer Herrschaft
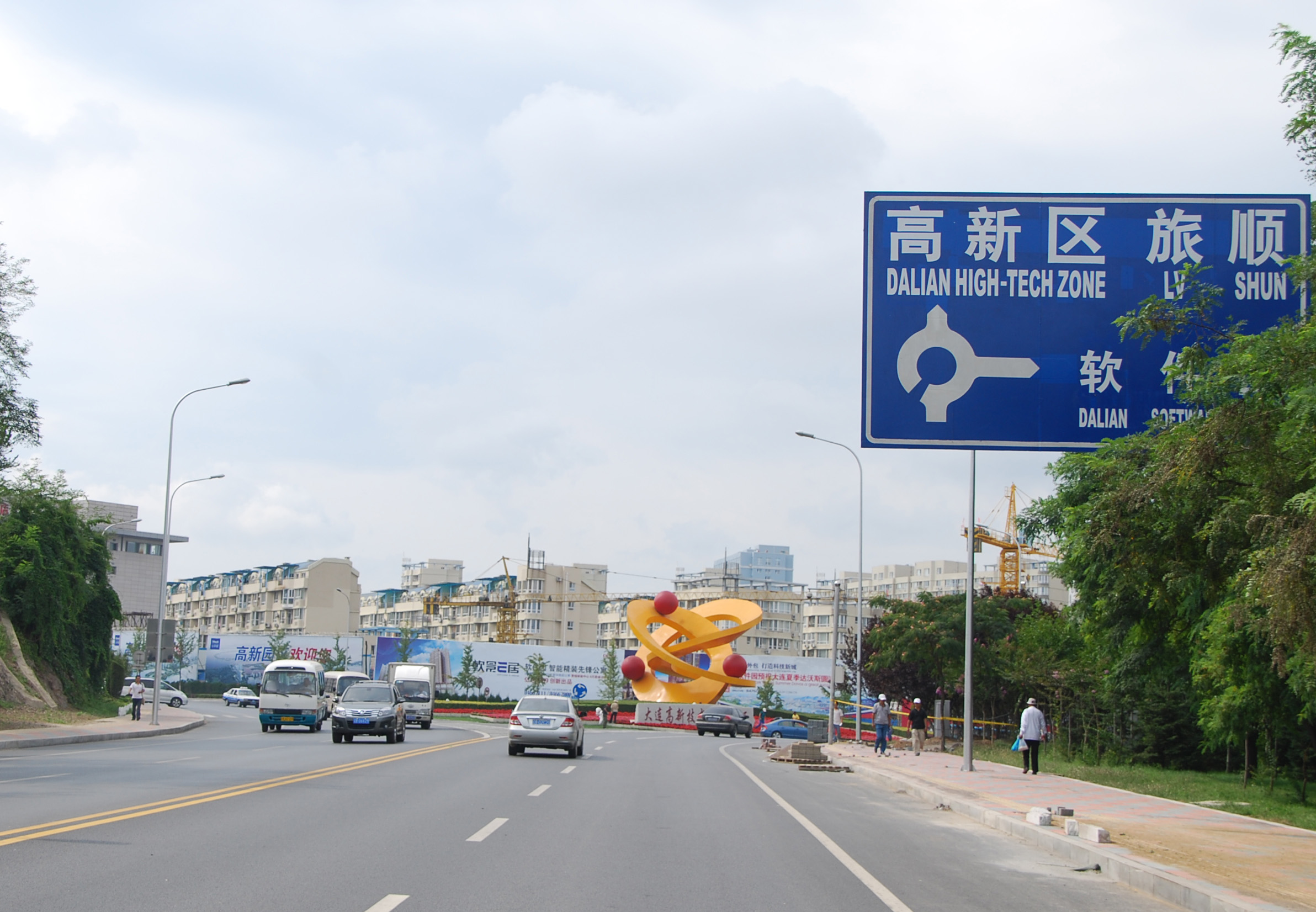
Lushun South Road
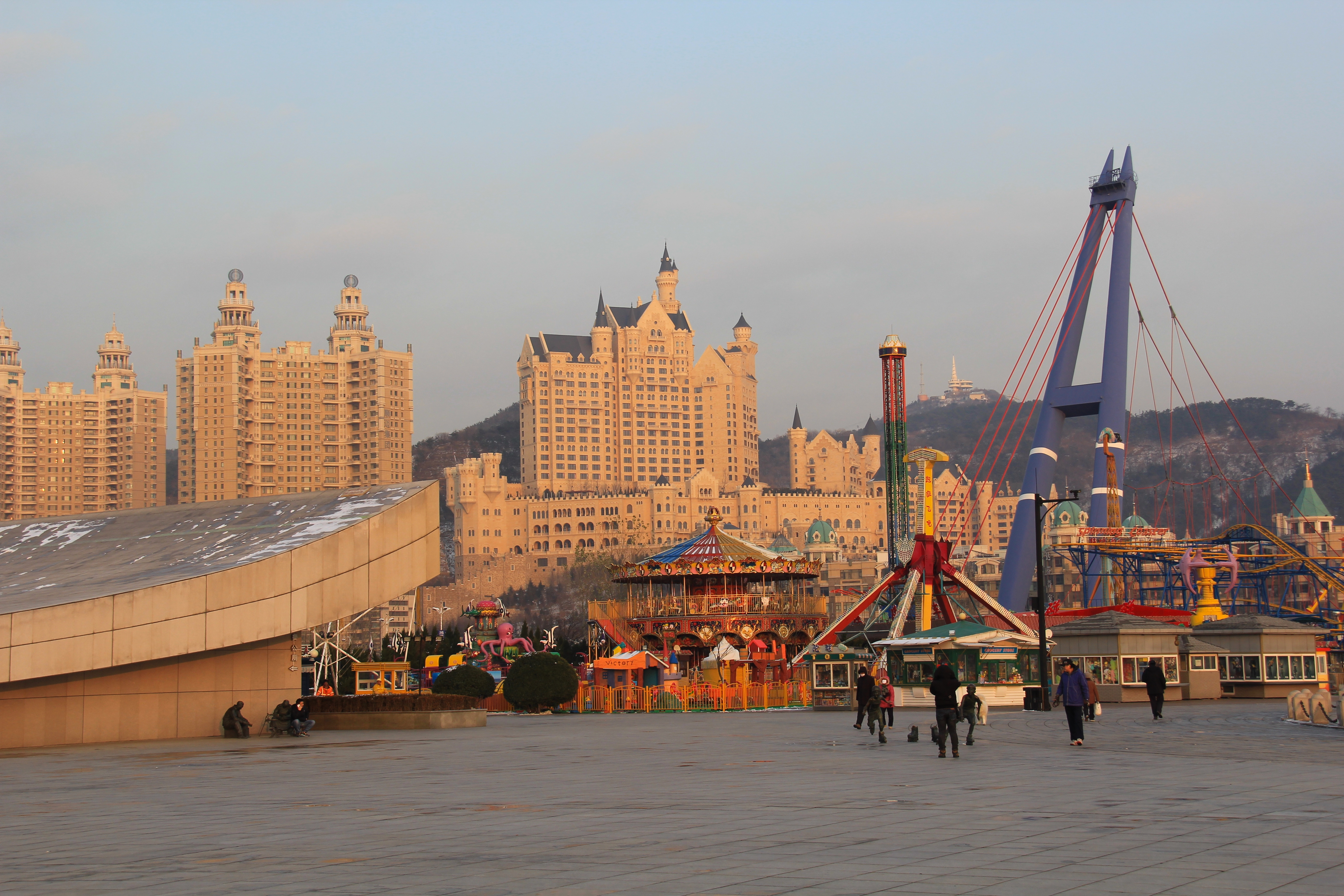
Das Castle-Hotel
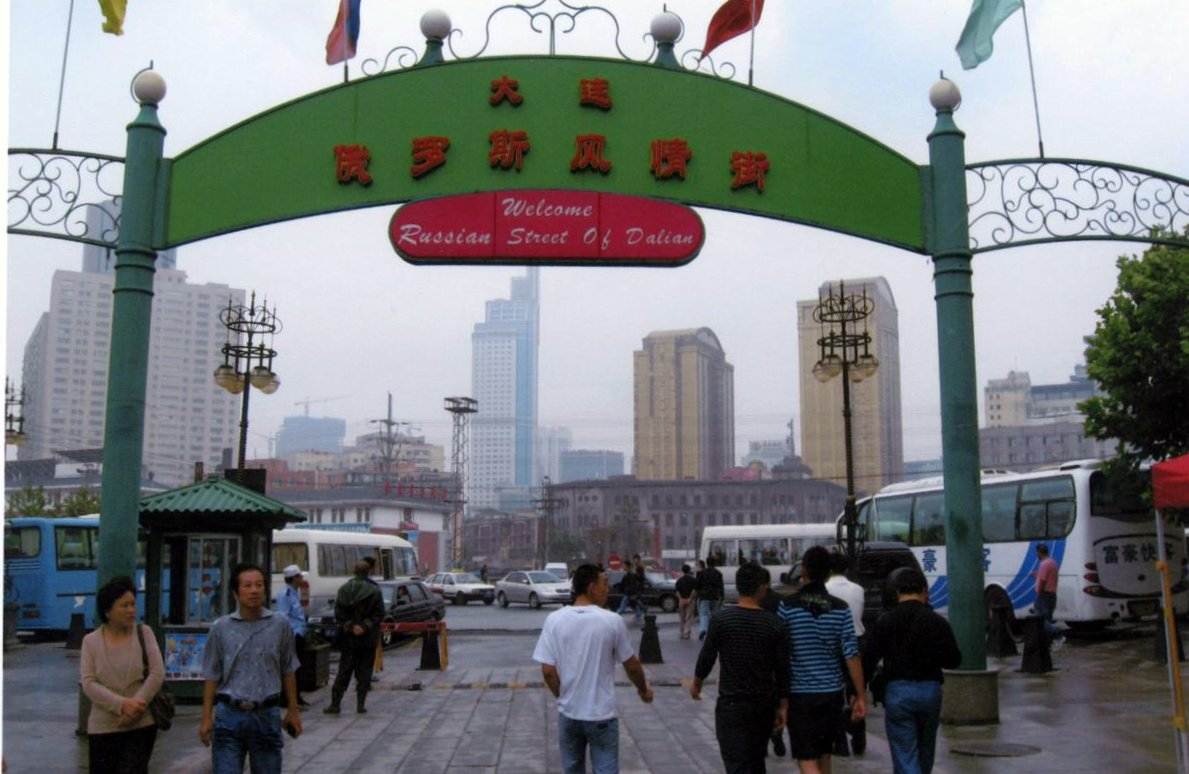
Russische Straße
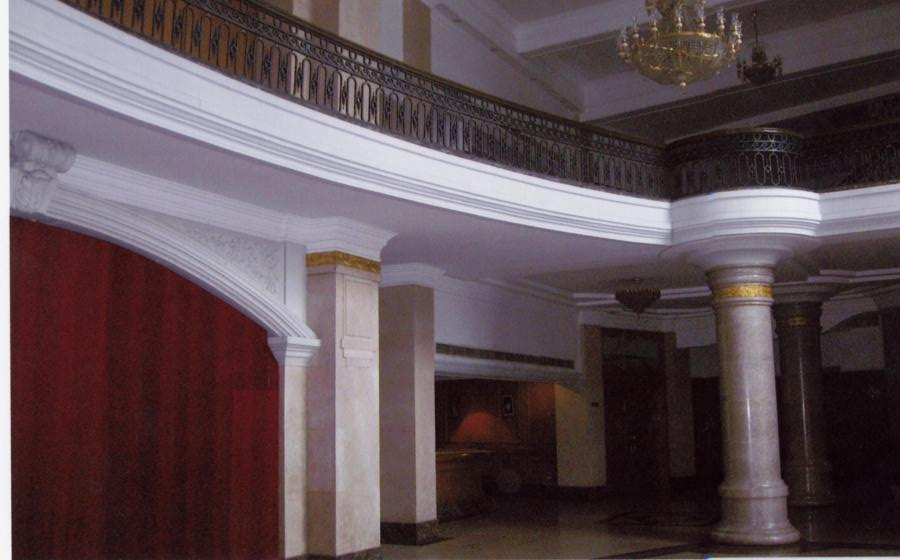
Das Beispiel der Russischen Architektur in Dalian
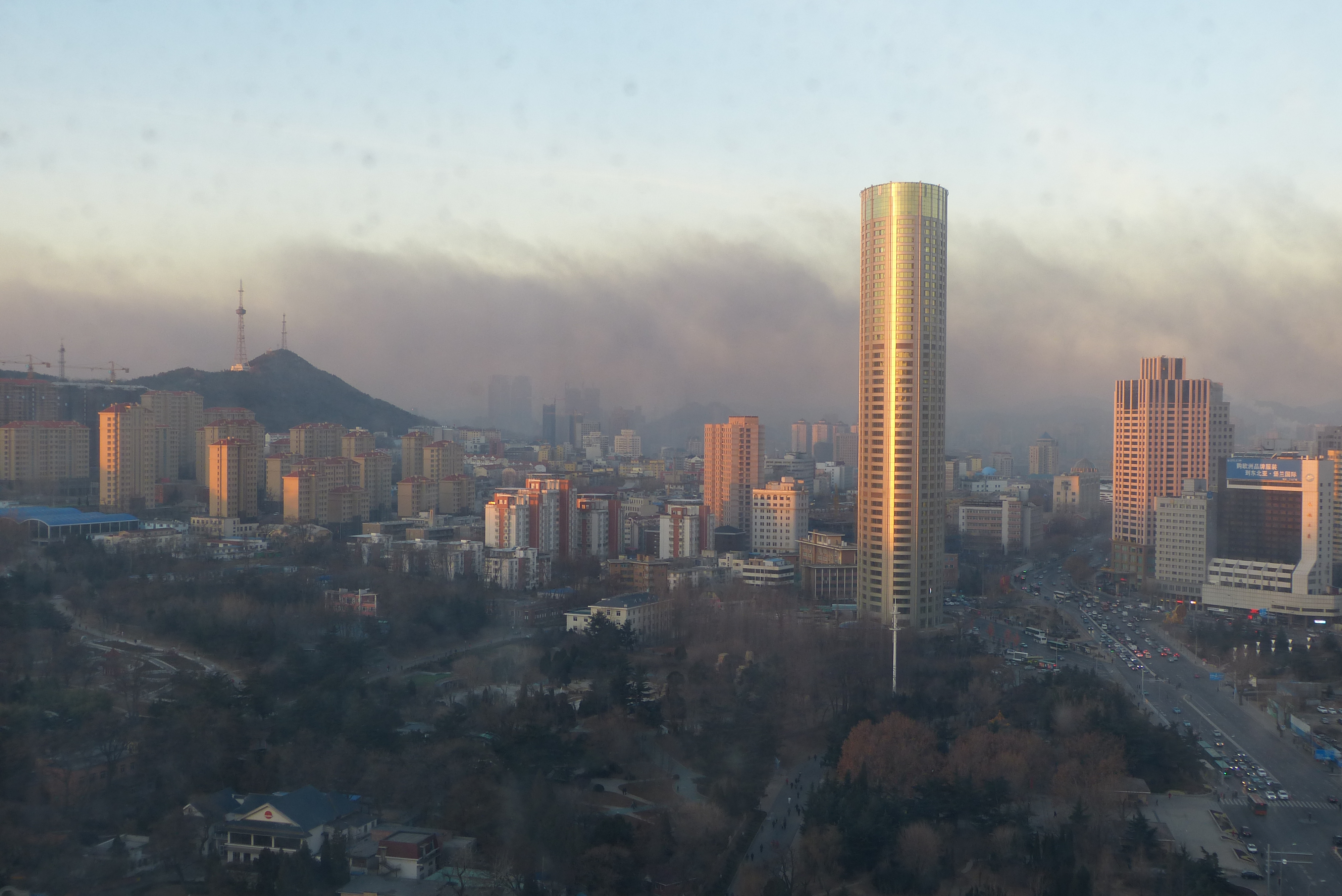
Blick vom Kempinski Hotel über den Laodong Park, links im Bild der Dalian Fernsehturm
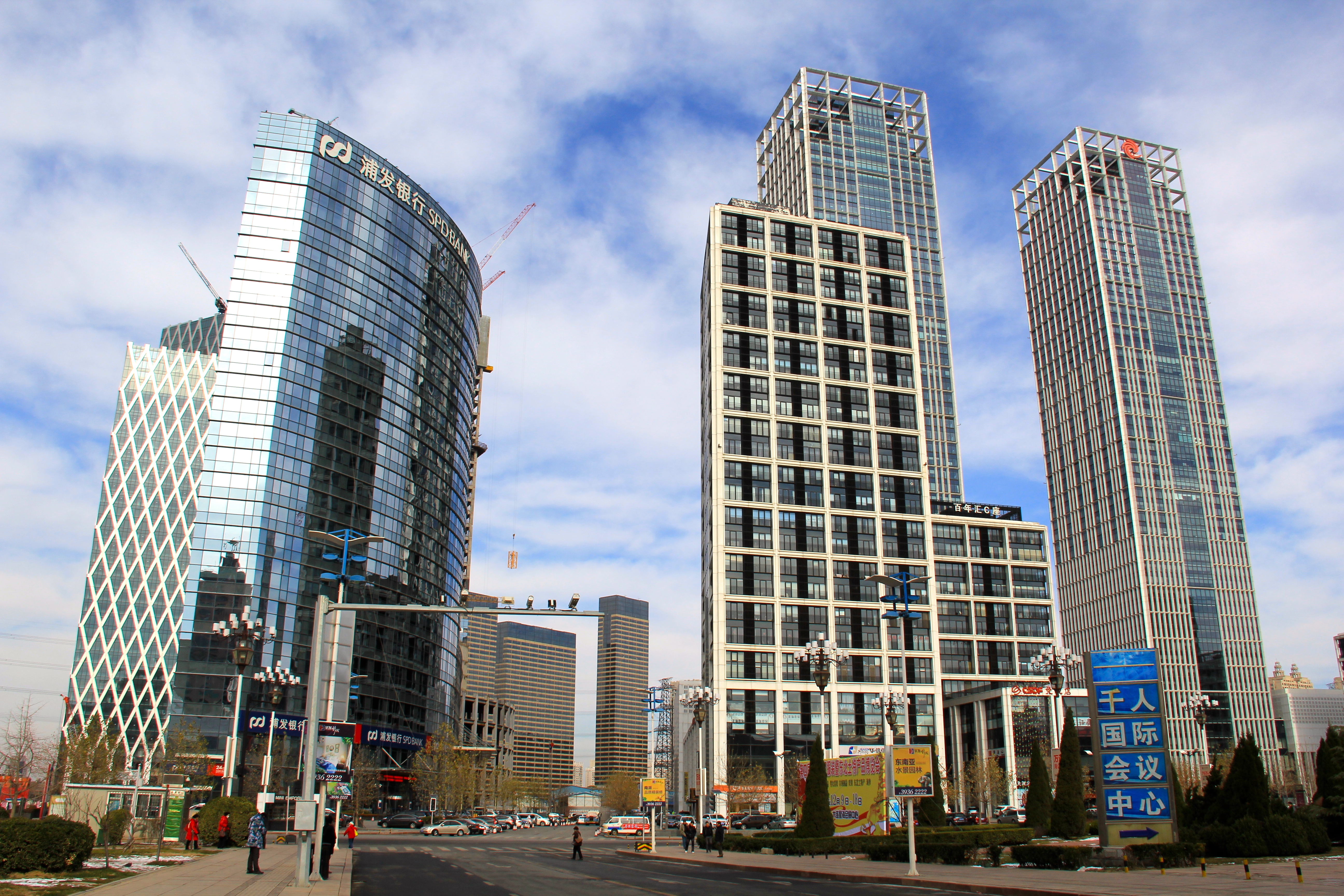
Modernes Dalian
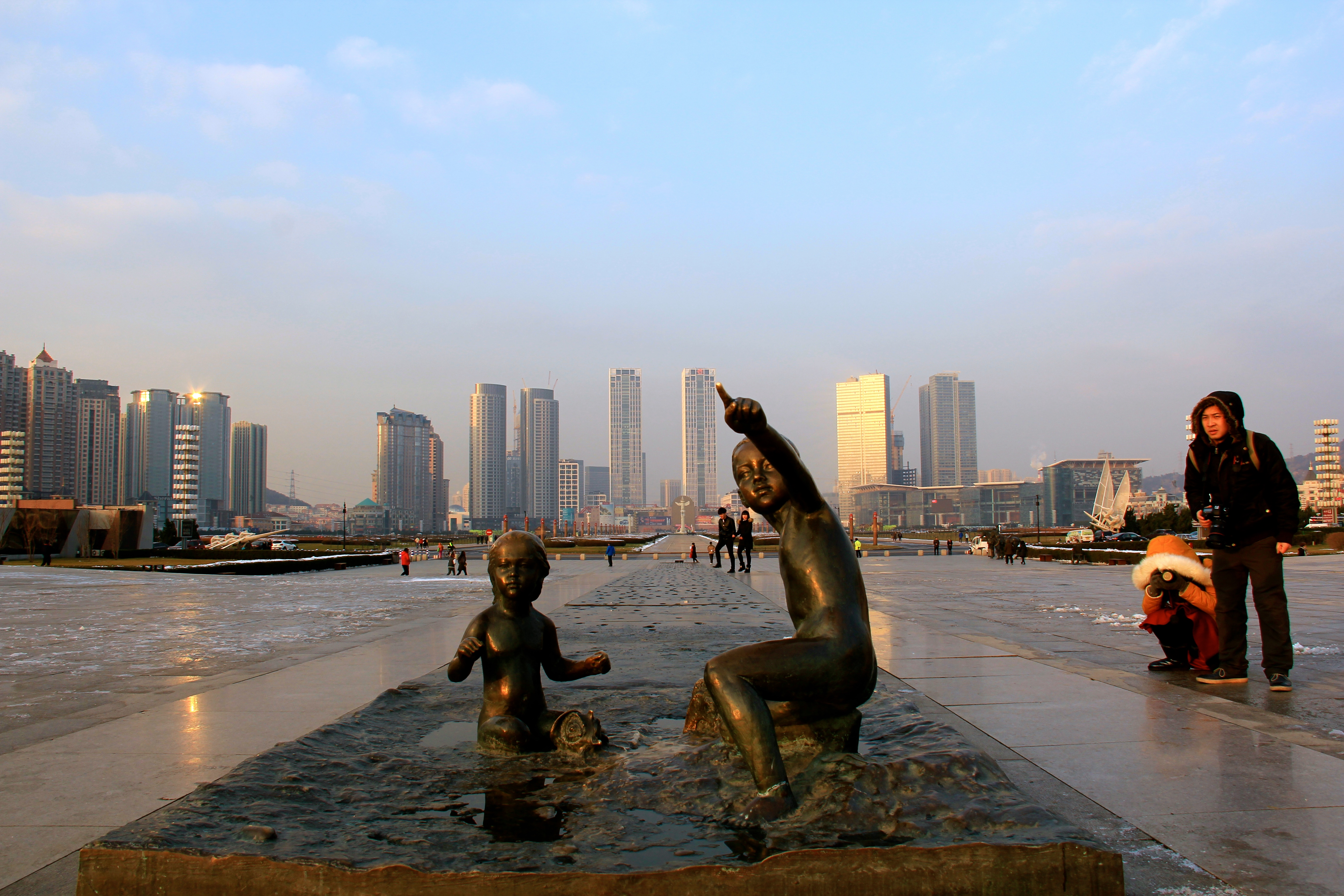
Der Xinghai Platz ist der größte städtische Platz der Welt

## Trivia
- Dalian ist der Standort des über 190 Meter hohen Fernsehturmes Dalian.
- Dalian war 2006 lt. China Daily die Stadt mit der höchsten Lebensqualität Chinas[11]

## Söhne und Töchter der Stadt
- Guo Jie (1912–2015), Leichtathlet
- Shinoda Tōkō (1913–2021), japanische Künstlerin
- Ōkita Saburō (1914–1993), japanischer Wirtschaftswissenschaftler und Politiker
- Hamaguchi Miho (1915–1988), japanische Architektin
- Kiyooka Takayuki (1922–2006), japanischer Schriftsteller und Dichter
- Inoue Mitsuharu (1926–1992), japanischer Schriftsteller
- Harry Triguboff (* 1933), australischer Unternehmer
- Moriyuki Kato (1934–2020), japanischer Politiker
- Jirō Saitō (* 1936), japanischer Manager
- Wladimir Kutz (* 1947), Übersetzer
- Zhong Honglian (* 1967), Fußballspielerin
- Jiang Cuihua (* 1973), Bahnradsportlerin
- Yu Hongqi (* 1973), Fußballspielerin
- Ren Xiujuan (* 1974), Langstreckenläuferin
- Han Wenxia (* 1976), Fußballspielerin
- Sun Jihai (* 1977), Fußballspieler
- Yu Nan (* 1978), Schauspielerin
- Yang Hao (* 1980), Volleyballspielerin
- Liu Yanan (* 1980), Volleyballspielerin
- Ma Yibo (* 1980), Hockeyspielerin
- An Qi (* 1981), Fußballspieler
- Bi Yan (* 1984), Fußballspielerin
- Dong Fangzhuo (* 1985), Fußballspieler
- Zhou Haibin (* 1985), Fußballspieler
- Feng Xiaoting (* 1985), Fußballspieler
- Zhao Xuri (* 1985), Fußballspieler
- Lin Peng (* 1986), Schauspielerin und Sängerin
- Song Qingling (* 1986), Hockeyspielerin
- Zhang Wenxiu (* 1986), Hammerwerferin
- Tian Pengfei (* 1987), Snookerspieler
- Yang Xu (* 1987), Fußballspieler
- Wang Yimei (* 1988), Volleyballspielerin
- Hui Ruoqi (* 1991), Volleyballspielerin
- Gao Chen (* 1992), Fußballspielerin
- Wang Chuhan (* 1992), Tennisspieler
- Wang Aoran (* 1997), Tennisspieler
- Wang Lijuan (* 2003), Bahnradfahrerin